# Palavra-chave (marketing de pesquisa)
Em Marketing digital, palavra-chave é um termo que ativa a exibição de um anúncio quando buscado num mecanismo de busca ou presente num site da rede de conteúdo em que o anúncio estiver previsto para ser veiculado. Para garantir a exibição do anúncio para o público adequado, o anunciante pode definir palavras-chave únicas ou expressões-chave.
As palavras-chave também podem ter efeito negativo, isto é, evitar a exibição de um anúncio. Esse recurso serve para evitar a exibição de anúncios num contexto impertinente, que possa confundir o usuário e gerar custos desnecessários para o anunciante.